# Født til at kæmpe
Født til at kæmpe er en dansk dokumentarfilm fra 2013, der er instrueret af Susann Østigaard og Beathe Hofseth.

## Handling
Filmen handler om en ung indisk pige, som har modet til at bryde med de forventninger og krav som stilles til hende. Thulasi er dalit, det vil sige, at hun er født ind i en familie udenfor kastesystemet. Som kasteløs kvinde i Indien bliver man anset som værdiløs, og mulighederne for at opnå noget i livet et stort set ikke eksisterende. Men Thulasi har ikke tænkt sig at affinde sig med sin skæbne. Hun beslutter sig for at begynde at bokse og slås for at komme frem i verden. Og gør hun det godt, kan boksekarrieren betyde et job - og dermed kan hun komme til at forsørge sig selv, hvilket er hendes store drøm. Først når hun er økonomisk uafhængig og fri, har hun opnået det liv, hun drømmer om.